# Sentimental Journey
Sentimental Journey és l'àlbum de debut en solitari de Ringo Starr, publicat el 1970 mentre The Beatles s'apartaven de les seves obligacions com a grup. Si bé Ringo era el tercer membre del grup que editava un àlbum en solitari, després de George Harrison i John Lennon, suposava el primer àlbum d'estudi pròpiament dit a diferència de les publicacions experimentals dels anteriors. El primer àlbum de Paul McCartney Mccartney, seria publicat tres setmanes després de l'edició de Sentimental Journey.
Començant les sessions l'octubre de 1969, Ringo va sol·licitar els serveis de George Martin per ajudar-lo en el seu primer esforç en solitari. La idea de Ringo era crear un àlbum de clàssics que reflectís els temes preferits pels seus pares, per la qual cosa va preguntar prèviament a la seva família per seleccionar les cançons. Addicionalment, cada cançó seria arreglada i orquestrada per diferents músics, des del mateix George Martin fins a Paul McCartney, Maurice Gibb, Quincy Jones, així com un vell amic de The Beatles des dels temps d'Hamburg, Klaus Voormann, entre d'altres.
L'enregistrament de l'àlbum es va completar el març de 1970, amb la seva precipitada publicació dues setmanes abans per impedir la coincidència de la seva sortida amb la de l'últim àlbum de The Beatles Let It Be al maig, així com amb Mccartney, la publicació del qual el 17 d'abril va suscitar les crítiques dels seus companys.
Sentimental Journey va rebre igualades ressenyes des de la seva publicació, si bé alguns crítics van considerar estranya la idea de Ringo de gravar clàssics en comparació amb el seu estil musical. Al Regne Unit va assolir el lloc #7 de les llistes d'èxits, mentre als Estats Units es feia amb al lloc #22.
Sentimental Journey va ser remasteritzat i reeditat en format CD el 1995.

## Llista de cançons
1. "Sentimental Journey" (Bud Green/Les Brown/Ben Homer) – 3:26
  - Adaptada per Richard Perry
  - Publicada originalment per Doris Day el 1945
2. "Night And Day" (Cole Porter) – 2:25
  - Adaptada per Chico O'Farrill
  - Publicada originalment per Fred Astaire i Claire Luceel 1932
3. "Whispering Grass (Don't Tell The Trees)" (Fred Fisher/Doris Fisher) – 2:37
  - Adaptada per Ron Goodwin
  - Publicada originalment per The Ink Spots el 1940
4. "Bye Bye Blackbird" (Mort Dixon/Ray Henderson) – 2:11
  - Adaptada per Maurice Gibb
  - Publicada originalment per Eddie Cantor el 1926
5. "I'm A Fool To Care" (Ted Daffan) - 2:39
  - Adaptada per Klaus Voormann
  - Publicada originalment per Les Paul i Mary Ford el 1954
6. "Stardust" (Hoagy Carmichael/Mitchell Parish) – 3:22
  - Adaptada per Paul McCartney
  - Publicada originalment per Emile Seidel el 1927
7. "Blue, Turning Grey Over You" (Andy Razaf/Fats Waller) – 3:19
  - Adaptada per Oliver Nelson
  - Publicada originalment per Louis Armstrong el 1930
8. "Love Is A Many Splendored Thing" (Sammy Fain/Paul Webster) – 3:05
  - Adaptada per Quincy Jones
  - Publicada originalment per The Four Aces el 1955
9. "Dream" (Johnny Mercer) – 2:42
  - Adaptada per George Martin
  - Publicada originalment per The Pied Pipers el 1945
10. "You Always Hurt The One You Love" (Allan Roberts/Doris Fisher) – 2:20
  - Adaptada per John Dankworth
  - Publicada originalment per The Mills Brothers el 1944
11. "Have I Told You Lately That I Love You?" (Scott Wiseman) – 2:44
  - Adaptada per Elmer Bernstein
  - Publicada originalment per Lulu Belle i Scotty Wiseman el 1945
12. "Let The Rest Of The World Go By" (Ernest Ball/Karen Brennan) – 2:55
  - Adaptada per Les Reed
  - Publicada originalment per Dick Haymes el 1944